# 特里津-迈萨纳
特里津-迈萨纳（希臘語：Τροιζηνία-Μέθανα）是希腊阿提卡大區岛屿专区的市镇，行政中心为加拉塔斯镇。市镇面积为240.86平方公里，2021年人口数量为6,020人。
此市镇设立于2011年地方政府改革中，由原两个市镇（迈萨纳、特里津）合并而成，原市镇则成为此市镇的两个市区。刚开始时新市镇命名为特里津，2014年1月改名为特里津-迈萨纳。